# Óscar Espinosa Chepe
Óscar Manuel Espinosa Chepe (Cienfuegos, 29 november 1940 – Cercedilla, 23 september 2013) was een Cubaans diplomaat, econoom, journalist en dissident. Espinosa schreef kritische artikelen over het Cubaanse economische beleid van Fidel Castro. Tijdens de Zwarte Lente in maart 2003 is hij samen met 74 andere dissidenten opgepakt en veroordeeld tot een gevangenisstraf van 20 jaar. Hij zat echter gevangen van 19 maart 2003 tot 29 november 2004, toen hij op medische gronden voorwaardelijk vrij kwam.

## Biografie

### Achtergrond
Espinosa studeerde economie aan de universiteit van Havana en behaalde hier zijn academische graad. Van 1965 tot 1968 werkte Espinosa voor de Economische Adviesgroep van premier Fidel Castro. Van 1970 tot 1984 was hij verantwoordelijk voor de economische, technische en wetenschappelijke samenwerking met Tsjechoslowakije, Joegoslavië en Hongarije. Hij werkte als economisch adviseur bij de Cubaanse ambassade in Belgrado.
In de jaren 80 van de 20e eeuw raakte Espinosa gedesillusioneerd door het economische regeringsbeleid. Hij ging werken voor het hoofdkantoor van Banco Nacional de Cuba; de Cubaanse Nationale Bank. Hier had hij de leiding over binnenlandse handel en toerisme. In 1992 werd hij gedegradeerd toen hij zijn visie deelde met zijn collega's, vier jaar later is hij uit zijn functie ontslagen. Kort daarna werd ook zijn vrouw, Miriam Leiva, ontslagen van haar betrekking bij het Cubaanse Ministerie van Buitenlandse Zaken. Sindsdien heeft Espinosa menig artikel, analyse en commentaar over economie en andere zaken geschreven, waarvan de meeste kritisch op het Cubaanse regeringsbeleid of die officiële regeringsrapporten tegenspraken. Daar Espinosa belemmerd werd om te publiceren in Cuba zelf, stuurde hij zijn artikelen in naar diverse internationale kranten; waaronder: de Madrileense online krant Encuentro en de Amerikaanse website Cubanet. Voor ruim vijf jaar heeft hij ook een wekelijks radiocolumn verzorgd, genaamd: Charlando con Chepe (Kletsen met Chepe) voor radio Marti dat haar programma's ook uitzendt in Cuba. In deze columns deed hij frequent verslag over diverse aspecten van de Cubaanse economie.

### Arrestatie tijdens de Cubaanse Zwarte Lente
Op 19 maart 2003, de tweede dag van de Cubaanse Zwarte Lente, wordt Espinosa opgepakt door de Cubaanse autoriteiten, nadat het appartement, waar hij samenwoonde met zijn vrouw Miriam Leiva, was doorzocht. De Cubaanse autoriteiten beweerden dat er een totaal van $13.600,- Amerikaanse Dollars was gevonden in de voering van een jas en dat dit geld afkomstig was van de Amerikaanse overheid. Espinosa werd meegenomen naar het nationale hoofdkwartier van de Staats Veiligheidsdienst in Havana en aldaar is hij vastgehouden tot zijn zaak werd behandeld bij de rechtbank in Havana op 3 april 2003. Gedurende zijn detentie is hij meermaals overdag en 's nachts ondervraagd. Espinosa is tijdens de behandeling van zijn zaak niet bijgestaan door een advocaat. De officiële beschuldiging was: Activiteiten tegen de integriteit en de soevereiniteit van de staat. Dit omdat hij geld zou hebben ontvangen vanuit het buitenland; krantenartikelen verzamelde over ontmoetingen tussen Amerikaanse vertegenwoordigers en Cubaanse dissidenten; en andere activiteiten. De behandeling van Espinosa's zaak duurde slechts enkele uren. Buitenlandse diplomaten en de internationale pers waren niet welkom op de zitting. Espinosa is veroordeeld tot 20 jaar gevangenisstraf voor het schenden van de artikelen 7 en 11 van de 88e wet voor bescherming van de nationale onafhankelijkheid en de economie van Cuba en voor het handelen tegen de onafhankelijkheid of de territoriale integriteit van de staat.

### Gevangenschap en gezondheidstoestand
Espinosa leed aan een chronische nierontsteking, een thorcale hernia (borsthernia), persisterende hypertensie (constante hoge bloeddruk) en gewichtsverlies. In april 2003 werd melding gemaakt van opgezwollen benen, geelzucht en een gezichtsverlies van meer dan 18 kilo. Zonder twijfel hadden de barre omstandigheden van Espinosa's detentie aandeel in zijn achteruitgaande gezondheidstoestand. Op 18 april 2003 constateerde Espinosa's nicht, Ileana Prieto Espinosa, een arts werkzaam voor de Eerste Hulp van het Fajardo Ziekenhuis te Havana, dat Espinosa leed aan levercirrose. Zij en het hoofd van de ziekenboeg van de gevangenis hebben aangegeven dat Espinosa direct zou moeten worden opgenomen in het ziekenhuis gezien zijn zwakke gezondheid. Op 20 april 2003 is Espinosa overgebracht naar het Mariano Militair Ziekenhuis in Havana voor zijn leverproblematiek. Espinosa's vrouw claimt dat gedurende zijn driedaagse verblijf aldaar hij geen enkele medische zorg heeft ontvangen, noch dat hij de medicijnen heeft gekregen die aan hem waren voorgeschreven. Van 23 april tot 31 mei verbleef Espinosa in een penitentiaire inrichting in Guantanamo. De levensomstandigheden waren bar, met overvolle cellen, vervuild water en karige maaltijden; vooral rijst en spliterwten. Op 31 mei 2003 werd Espinosa naar het districtsziekenhuis Ambrosio Grillo in Santiago de Cuba om daar onderzoeken te ondergaan naar zijn levercirrose. Doch door de slechte sanitatie weigerde Espinosa elke medewerking aan de onderzoeken, met uitzondering van een klysma, bang om een infectie op te lopen. Later op 12 juli werd Espinosa wederom naar het Ambrosio Grillo districhtsziekenhuis gebracht alwaar zijn nieren werden onderzocht. Eind juli 2003 werd een officieel verzoek ingediend bij de rechterlijke macht om Espinosa toestemming te verlenen om de gevangenis te verlaten zodat hij thuis kon worden verpleegd. Van 7 augustus 2003 tot 12 augustus 2004 zat hij gevangen in een militair ziekenhuis in Havana. Op 12 augustus 2004 werd Espinosa overgebracht naar een extra beveiligde inrichting Combinado del Este eveneens in Havana. Hier had Espinosa meer vrijheden, zoals wekelijkse bezoeken van familie en hij mocht telefoneren. Doch leed hij aan afwisselend aan diarree en constipatie, bloed in de ontlasting en een gebrek aan eetlust. Hier werd ook geconstateerd dat Espinosa leed aan een ernstig geval van aambeien; Espinosa werd aangeraden hiervoor een operatie te ondergaan, dit weigerde hij echter vanwege de slechte hygiënische omstandigheden in de gevangenis. Op 29 november 2004, op zijn 64e verjaardag, kwam Espinosa, onverwacht, voorwaardelijk vrij op medische gronden. De Cubaanse autoriteiten waarschuwden hem echter dat hij weer gevangen zou worden genomen als hij weer in de fout zou gaan.

### Vrijheid
Na zijn vrijlating hebben internationale invloedrijke economen de Spaanse regering aangeschreven met het verzoek Espinosa een visum te verlenen. Maar Espinosa besloot om in Cuba te blijven en verder te blijven schrijven. Ook riep Espinosa de Cubaanse regering op om de overige gevangenen van de Zwarte Lente vrij te laten. "De regering heeft echt een heel grote fout gemaakt met ons. We zijn volledig vreedzaam en we willen enkel de verzoening van de Cubaanse samenleving." In 2006 sprak Espinosa zich uit tegen het subsidiëren van de Cubaanse dissidentenbeweging, daar het in zijn optiek contraproductief werkt en dat de Cubanen zelf hun eigen problemen moeten oplossen. Op de opvolging van Fidel Castro door zijn broer Raúl Castro in 2006, als president van Cuba, zei Espinosa dat Raúl Castro de Deng Xiaoping van Cuba zou kunnen zijn, door de economie en de levensstandaard te verbeteren. In 2008 is Fidel Castro officieel afgetreden als president van Cuba, sindsdien is zijn broer Raúl Castro officieel de Cubaanse president. Raúl Castro heeft inmiddels langzaam economische hervormingen doorgevoerd. De kritische vragen die Espinosa vroeger stelden en hem in problemen brachten, daarover wordt nu openlijk gedebatteerd in Cuba.

Het is ironisch dat ik in de gevangenis ben gesmeten voor dingen die Raúl nu zegt.
— Óscar Manuel Espinosa Chepe

### Overlijden
Espinosa werd in maart 2013 opgenomen in het Fuenfria ziekenhuis in de Spaanse stad Cercedilla, een gemeente in de autonome gemeenschap Madrid, om te worden behandeld aan zijn levercirrose en aan kanker. In 2010 had hij een aanbod om naar Madrid te vliegen en daar te worden behandeld afgeslagen omdat de Cubaanse autoriteiten hem hadden gezegd dat als hij zou vertrekken hij niet meer het land binnen zou mogen komen. In 2013 kreeg hij opnieuw het aanbod om te worden behandeld in Spanje. Espinosa vertrok naar Cercedilla in maart van dat jaar nadat hem was verzekerd dat hij weer mocht terugkeren naar Cuba. Na een lang ziekbed is Espinosa overleden op 23 september 2013 om 07:00 's ochtends in het Fuenfria ziekenhuis in Cercidilla, Spanje; zijn vrouw Miriam Leiva achterlatend. Óscar Manuel Espinosa Chepe is 72 jaar oud geworden.